# Groeve Essenbosch III

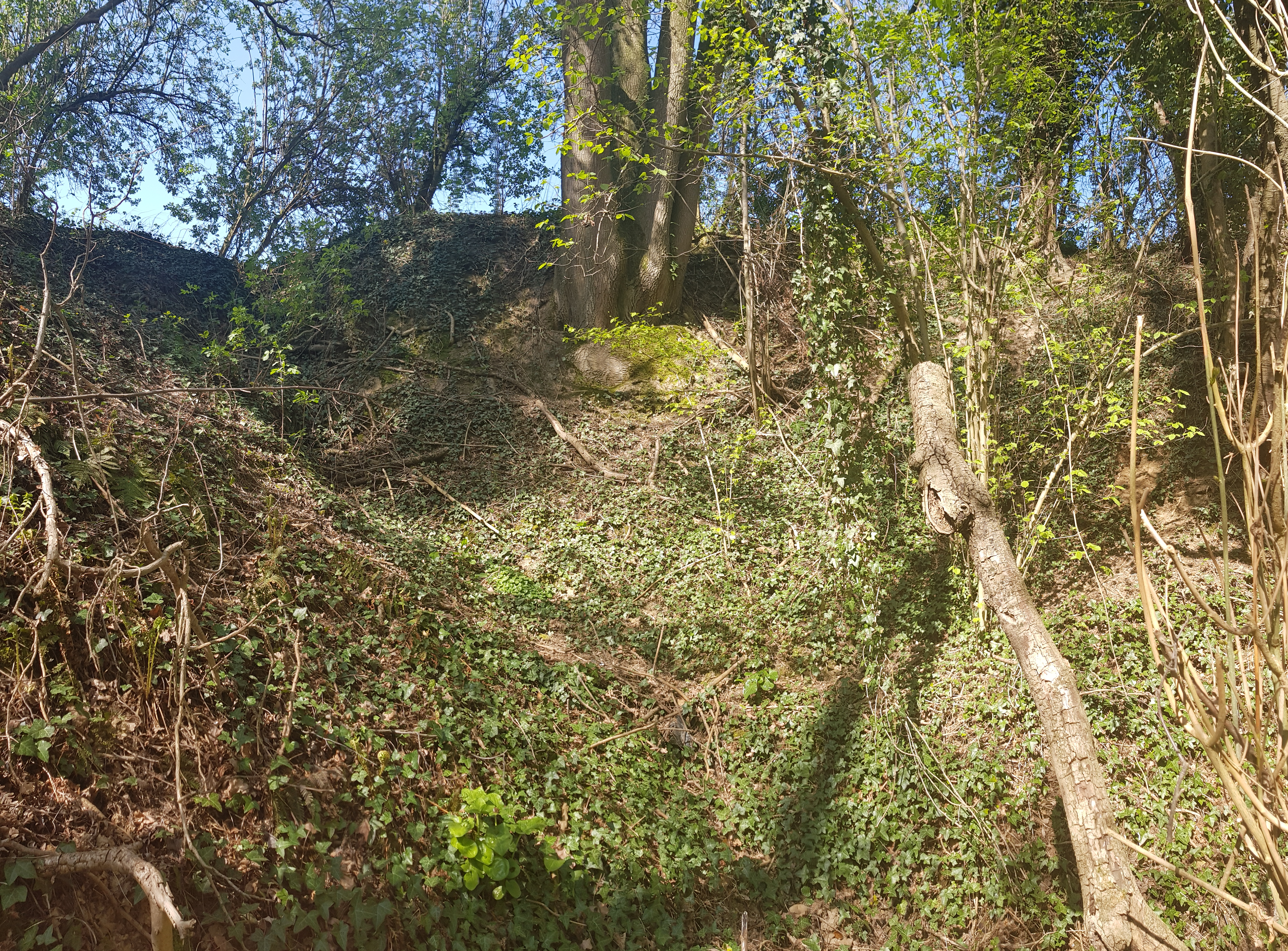
de locatie van de groeve

De Groeve Essenbosch III is een Limburgse mergelgroeve in de Nederlandse gemeente Valkenburg aan de Geul in Zuid-Limburg. De ondergrondse groeve ligt ten zuidoosten van Valkenburg en ten zuidwesten van Oud-Valkenburg in het westelijk deel van het hellingbos Sint-Jansbosch op de noordoostelijke rand van het Plateau van Margraten in de overgang naar het Geuldal.
Op ongeveer 50 en 105 meter naar het zuiden liggen de Groeve Essenbosch II en Groeve Essenbosch I, op ongeveer 50 meter naar het noordoosten ligt de Groeve Essenbosch IV, op ongeveer 150 meter naar het zuidoosten ligt de Groeve van de Scheve Spar I en op ongeveer 220 meter naar het noordoosten ligt de Groeve van de Scheve Spar II.

## Geschiedenis
Van de 17e tot de 19e eeuw werd de groeve door blokbrekers ontgonnen voor de winning van kalksteen.

## Groeve
De groeve heeft een oppervlakte van ongeveer 78 vierkante meter. De groeve is dichtgeslipd met omliggende gronden.

## Geologie
De groeve is uitgehouwen in de Kalksteen van Schiepersberg, vlak onder en/of over de Horizont van Romontbos.